# 赵阳 (卫国)
赵阳，姓不详，赵氏，名阳，是赵黡之孙，昭子举之子，卫国大夫。
前496年春季，卫灵公驱逐公叔戌及其党羽，公叔戌逃亡到鲁国，赵阳逃到宋国。